# آب‌تنی در گونویه
آب‌تنی در گونویه (انگلیسی: Bain à la Grenouillère) که در زبان فرانسوی تحت عنوان بالا گونویه شناخته می‌شود، تابلوی نقاشی رنگ روغن بر روی بوم کرباس از نقاش فرانسوی، کلود مونه است که در سال ۱۸۶۹ خلق شد. این اثر هنری امروزه در موزه متروپولیتن نیویورک قرار دارد.